# Bistrica, Kozje
Bistrica (včasih tudi Bistrica pri Lesičnem) je naselje v Občini Kozje, skozi katero teče Bistrica.